# Cetosa

Isómeros D y L de la fructosa, un ejemplo de cetosa. El grupo cetona lo forma el carbono que establece un doble enlace con el oxígeno.

Una cetosa es un monosacárido  con un grupo cetona por molécula.
Con tres átomos de carbono, la dihidroxiacetona es la más simple de todas las cetosas, y es el único que no tiene actividad óptica. Las cetosas pueden isomerizar en aldosas cuando el grupo carbonilo se encuentra al final de la molécula. Este tipo de moléculas se denominan azúcares reducidos.
Con el fin de determinar si un compuesto pertenece al grupo de las cetosas o de las aldosas se suele llevar a cabo una reacción química denominada test de Seliwanoff.

## Lista de cetosas
- Triosas: dihidroxiacetona.
- Tetrosas: eritrulosa.
- Pentosas: ribulosa, xilulosa.
- Hexosas: fructosa, psicosa, sorbosa, tagatosa.
- Heptosas: sedoheptulosa.